# Immortal (catch)
Pour les articles homonymes, voir Immortal (homonymie).
Palmarès
Voir ici
Immortal était un clan de catcheurs heel appartenant à la Total Nonstop Action Wrestling. Le groupe était composé à l'origine de Hulk Hogan, Eric Bischoff, Jeff Jarrett, Jeff Hardy et de Abyss. Le clan Fortune (Ric Flair, AJ Styles, Kazarian, Bobby Roode, James Storm, Douglas Williams et Matt Morgan) s'allient au groupe avant de le trahir début 2011.
Par la suite, Immortal a agrandi ses rangs en ajoutant des nouveaux membres tels que Bully Ray, Kurt Angle ou encore Scott Steiner.
Le groupe a été nommé "Immortal", d'après le surnom de longue date de Hulk Hogan.

## Histoire

### Contexte
Hulk Hogan et Eric Bischoff ont fait leurs débuts dans Total Nonstop Action Wrestling le 4 janvier 2010, dans le magazine Impact!, où ils ont été présentés en tant que partenaires commerciaux du président de la TNA, Dixie Carter. En tant que face, Hulk Hogan et Eric Bischoff exerçaient un contrôle sur la société et tentaient de l'aider à réussir. En février, Hulk Hogan a commencé une amitié avec Abyss et a eu une querelle avec Ric Flair et AJ Styles qui fondera plus tard l’écurie nommé Fortune, composé de jeune catcheurs de la TNA qu'il définit lui-même comme les nouveaux Horsemen. Cela a continué jusqu'à l'édition du 17 juin d'Impact!, où Abyss se retourna contre Hulk Hogan. Abyss a prétendu qu'il était contrôlé par une entité qu'il a appelé "They" et que ces fameux "Heel" venaient pour prendre le contrôle de la TNA des mains de la présidente Dixie Carter. Abyss a annoncé le 10 octobre à Bound for Glory, l’arrivée "d’eux" et a tenté de remporter pour eux le titre de Champion du Monde Poids-Lourds de la TNA en attaquant brutalement le champion Rob Van Dam, l’écartant des rings pendant plus d’un mois. À la suite de sa blessure, Eric Bischoff a retiré a Rob Van Dam le TNA World Heavyweight Championship et a annoncé la tenue d’un tournoi visant à désigner un nouveau champion.

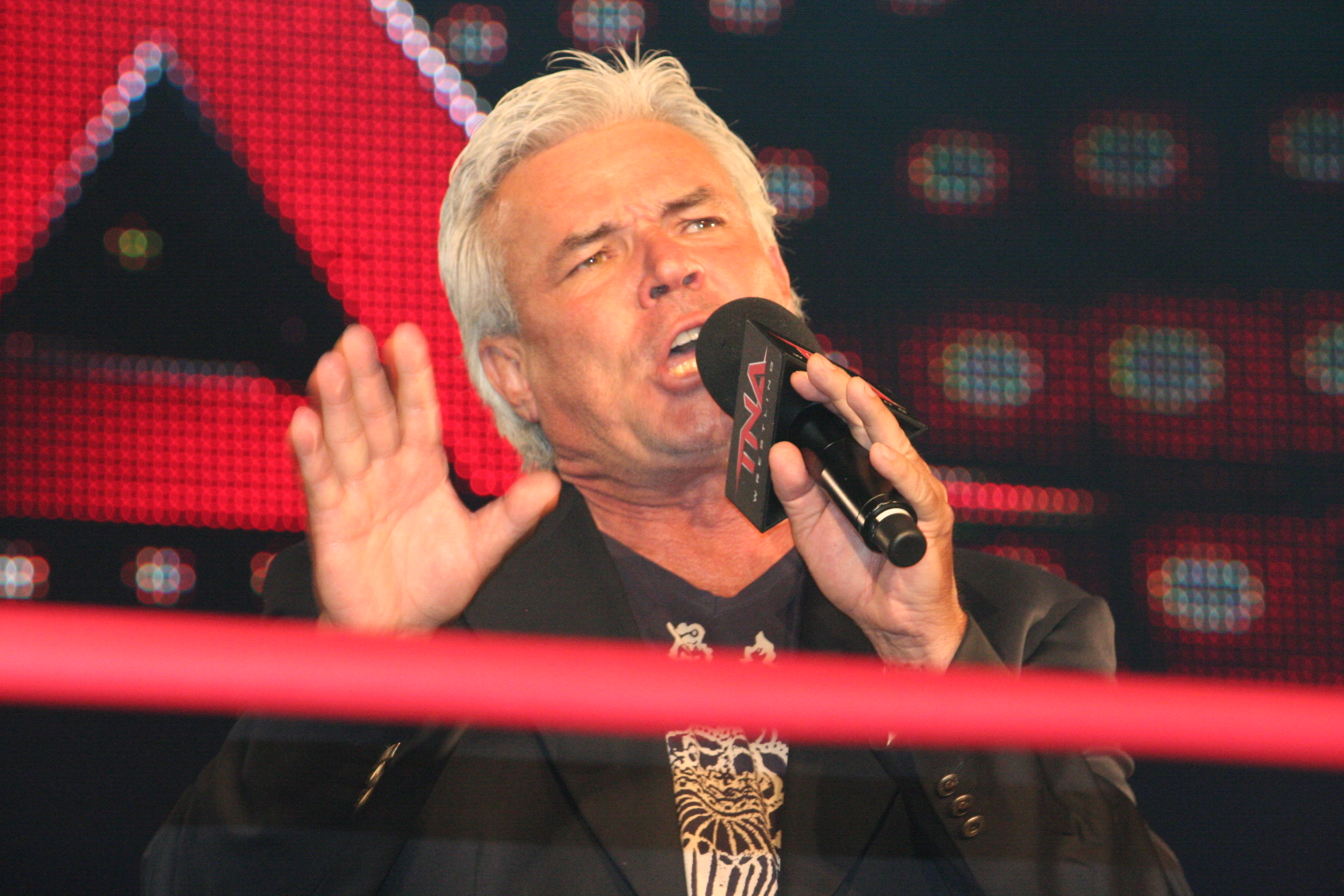
Eric Bischoff en 2010.

Depuis l’arrivée de Hulk Hogan, Sting soupçonnait Hulk Hogan et Eric Bischoff de préparer quelque chose, mais il n’a fait allusion à cela qu’avec des vagues accusations contre Hulk Hogan. Pour éviter cela, il tenta de remporter le TNA World Heavyweight Championship et lutta contre Rob Van Dam et Jeff Jarrett alors qu'il était perçu comme hell. Finalement, Kevin Nash dont les partenaires dans The Band avaient récemment été renvoyés de la TNA, fut lentement mis au point par Hulk Hogan et Eric Bischoff. Il passa quelques semaines à interroger Hulk Hogan et Eric Bischoff ainsi que Jeff Jarrett pour les soudoyer et eut un rendez-vous avec la secrétaire de Eric Bischoff, Mlle Tessmacher où il aurait vraisemblablement appris certains détails au sujet de leurs projets. Cela a amené Kevin Nash à s'associer à Sting pour aider sa cause dans l'édition du 5 août de l' Impact!. Kevin Nash et Sting se disputaient avec Hulk Hogan, Eric Bischoff et Jeff Jarrett, les accusant de tromper tout le monde et de jouer de la "fumée et des miroirs". Après avoir également appris les plans de Hulk Hogan et Eric Bischoff après une rencontre avec Mlle Tessmacher, D'Angelo Dinero a rejoint Sting et Kevin Nash, tandis que Samoa Joe a été recruté par Jeff Jarrett. Sting, Kevin Nash et D'Angelo Dinero ont défié Hulk Hogan, Jeff Jarrett et Samoa  Joe à un match par équipe à Bound for Glory, mais en l'absence de Hulk Hogan en raison d'une opération au dos, Eric Bischoff a fait du match un handicap à trois contre deux. À Bound for Glory, Jeff Jarrett a attaqué Samoa Joe lors de son match à trois contre deux contre Sting, Kevin Nash et D'Angelo Dinero.

### Formation et vedette de la TNA (2010-2011)

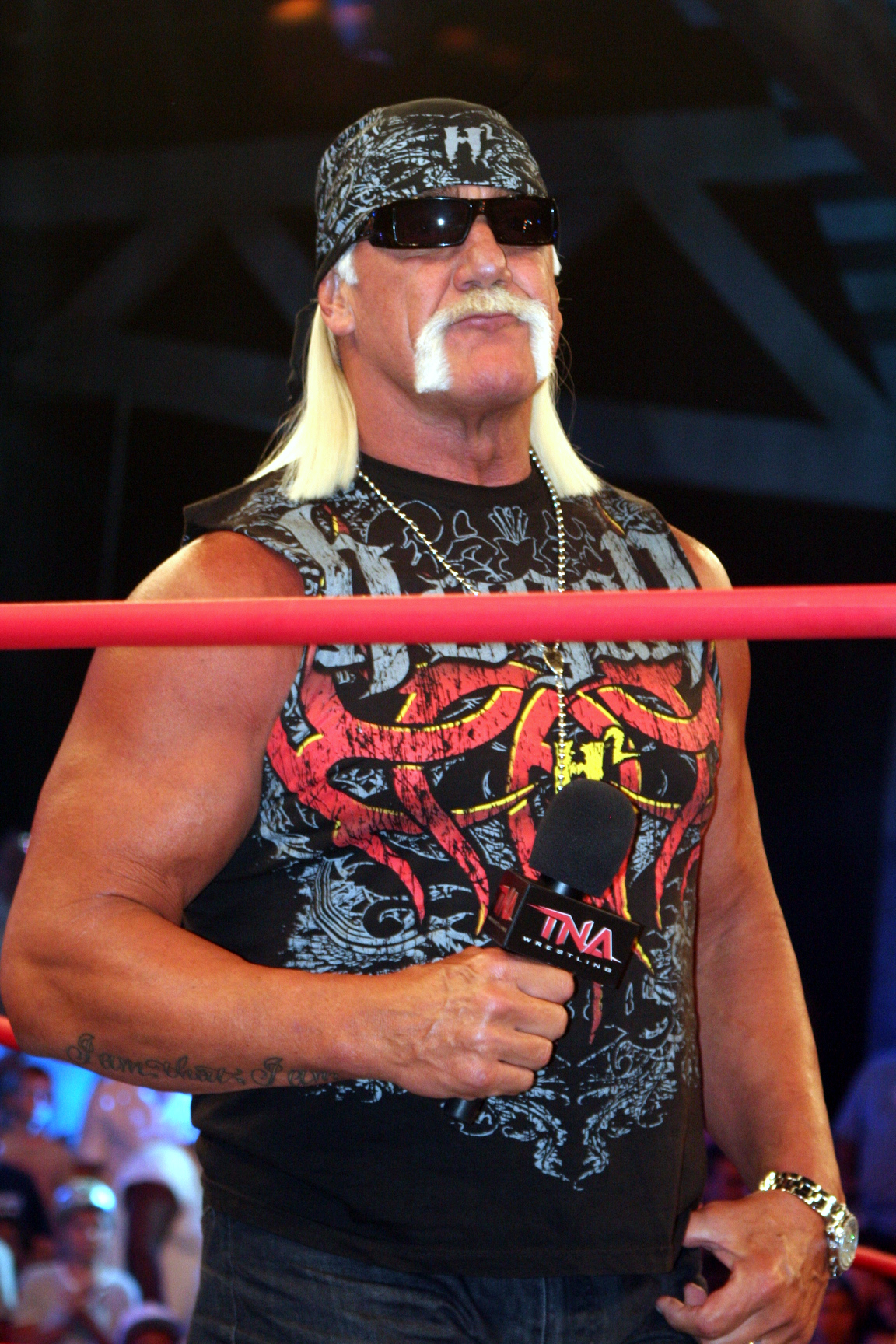
Hulk Hogan en 2011.

Plus tard dans le main-event de l'édition 2010 de Bound for Glory, Jeff Hardy affronte Kurt Angle et Mr. Anderson pour le Championnat du Monde Poids-Lourds de la TNA. En fin de match, Eric Bischoff s'est approché du ring avec une chaise et a tenté d'interférer mais il a été stoppé par la surprise de Hulk Hogan. Hulk Hogan et Eric Bischoff ont semblé avoir un désaccord, mais c'était une ruse car ils ont aidé Jeff Hardy à gagner le match, devenant tous hell. Après le match, Abyss et Jeff Jarrett viennent ensuite avec eux fêter leur victoire puis il est révélé que Abyss, Hulk Hogan, Eric Bischoff, Jeff Jarrett et Jeff Hardy étaient "They", prouvant que Sting avait raison à propos de Hulk Hogan et Eric Bischoff.
Le jeudi suivant à Impact!, le groupe (Hulk Hogan, Eric Bischoff, Jeff Hardy, Jeff Jarrett et Abyss) adopta le nom Immortal après une promo du nouveau TNA World Heavyweight Champion Jeff Hardy où il a déclaré: "Nous sommes immortels et nous vivons éternellement". Hulk Hogan recommençait à utiliser le surnom "Hollywood" qu'il utilisait quand il était membre du nWo. Eric Bischoff a révélé qu’il s’agissait d’un plan élaboré pour prendre le contrôle intégral de la fédération. Il a révélé qu'il avait persuadé Dixie Carter de céder la société à Hulk Hogan une semaine plus tôt, alors que Dixie Carter pensait qu'elle avait signé les documents nécessaires pour renvoyer Abyss. Aussi cette nuit là, Immortal forme une alliance avec Ric Flair et son clan Fortune (AJ Styles, Kazarian, Bobby Roode, James Storm, Douglas Williams et Matt Morgan). Lors d'iMPACT! le 21 octobre, Gunner et Murphy s'allient avec Jeff Jarrett en l'aidant à vaincre Samoa Joe et rejoindre Immortal par la même occasion. À l'épisode de Impact! précédant Turning Point, Matt Morgan a commencé à montrer des signes de virage en manifestant de l’inquiétude pour M. Anderson en essayant de convaincre Eric Bischoff de ne pas lui permettre de lutter contre Jeff Jarrett lors d’un match en chaîne dans l’événement principal de la soirée. Matt Morgan a fini par prendre la place de Mr. Anderson dans le match mais a été battu après un coup bas. Après le match, Fortune sans Douglas Williams ont attaqué Matt Morgan, faisant de lui un face.
Lors de Turning Point (2010), AJ Styles, Kazarian, James Storm, Bobby Roode et Doug Williams battent EV 2.0 (Raven, Rhino, Sabu, Stevie Richards et Brian Kendrick) tandis que Jeff Jarrett bat Samoa Joe, Abyss bat D'Angelo Dinero et Jeff Hardy conserve son titre face à Matt Morgan. Pendant le show, James Jackson a fait ses débuts comme arbitre pour les Immortal. Le 11 novembre à Impact, Hulk Hogan a présenté à Jeff Hardy un nouveau design du TNA World Heavyweight Championship, qu’il a surnommé le TNA Immortal Championship. Le 18 novembre à Impact, Douglas Williams se retourne contre le groupe et attaque Ric Flair avec Matt Morgan. Lors de l'Impact du 25 novembre, Dixie Carter effectue son retour en informant à Hulk Hogan et Eric Bischoff qu'un juge avait déposé une injonction contre les deux en son nom pour ne pas avoir le pouvoir de signature et suspendre indéfiniment Hulk Hogan de la TNA. Plus tard dans la soirée, Jeff Jarrett bat Jesse Neal dans un Mixed Martial Arts Match. Lors de l'Impact du 2 décembre, Jeff Jarrett et Abyss affronte Samoa Joe et D'Angelo Dinero dans un match qui finira par un No Contest. Lors de Final Resolution (2010), Abyss bat D'Angelo Dinero dans un Casket Match, Jeff Jarrett bat Samoa Samoa Joe dans un Submission Match, grâce à l'intervention de Murphy et Gunner. James Storm et Bobby Roode, quant à eux battent Jesse Neal et Shannon Moore et gagnent un match pour les TNA World Tag Team Championship alors que AJ Styles perd le TNA X Division Championship contre Douglas Williams tandis que Jeff Hardy conserve son titre contre Matt Morgan. Abyss échouera dans la conquête du TNA TV Championship face à Douglas Williams, le 9 décembre à Impact. Plus tard dans la soirée, Eric Bischoff déclarait que l’alliance entre Immortal et Fortune avait besoin de l’ensemble des ceintures de la TNA pour contrer Dixie Carter. Lors de l'Impact du 16 décembre, Jeff Jarrett et Kazarian battent Matt Morgan et Mr. Anderson. Le 23 décembre à l'Impact, Rob Terry rejoint Immortal et effectue donc un heel turn, quand Ric Flair l'embauche pour reprendre l'ancien poste de Matt Morgan en tant que garde du corps d'Immortal.

### Conquête totale de la TNA (2011)

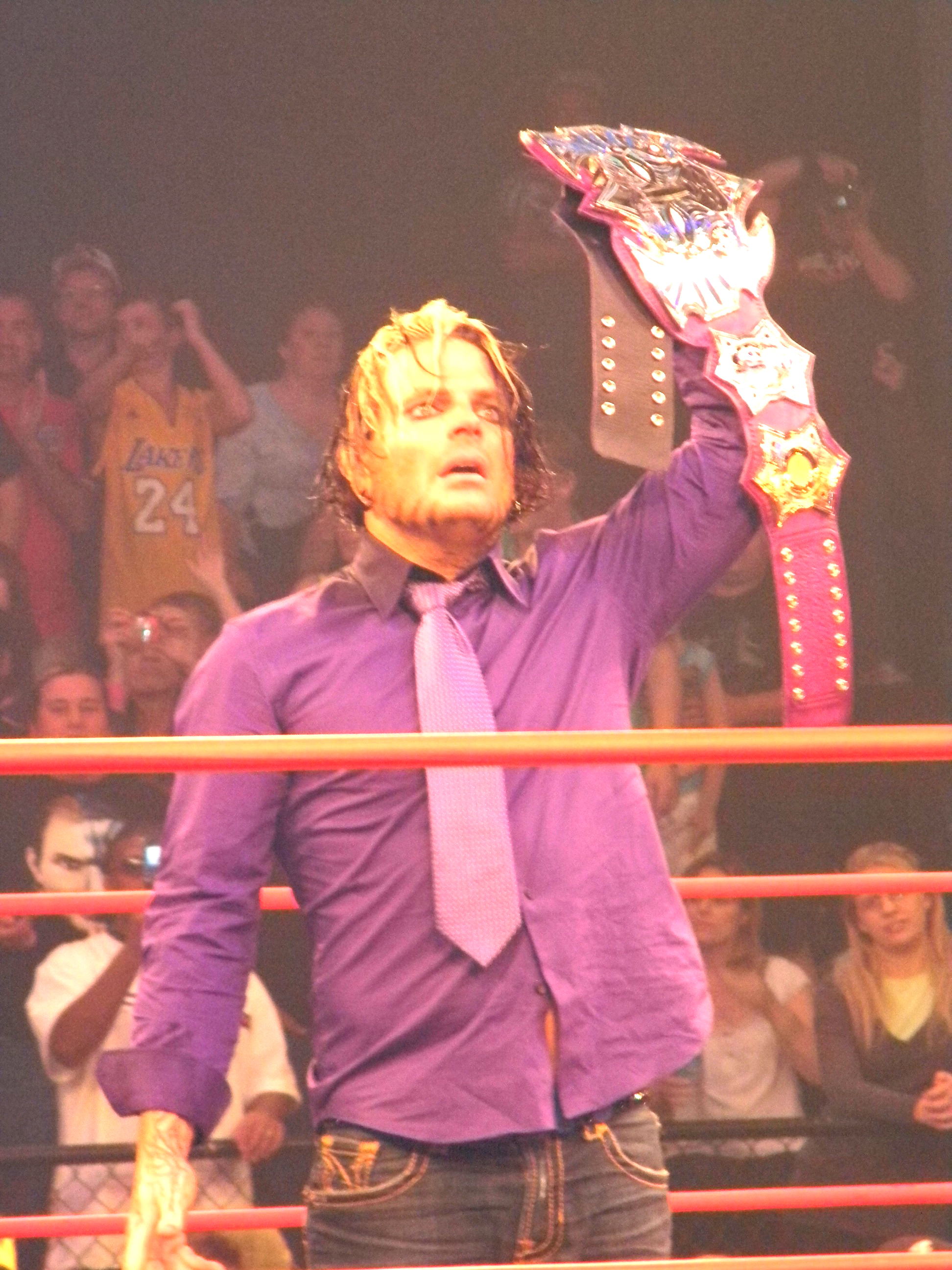
Jeff Hardy avec le TNA Immortal Championship.

Le 10 janvier 2011 à TNA Genesis 2011, Matt Hardy qui fait ses débuts à la TNA rejoint le groupe en battant Rob Van Dam. Si Rob Van Dam gagnait il allait affronter Jeff Hardy. Hardy perdra son titre de champion du monde de la TNA le même soir face à Mr.Anderson. Tous les autres titres ont rejoint les Immortal avec en champion Abyss, Beer Money, Inc. et Kazarian. À TNA Impact! Matt Hardy et Jeff Hardy reformé les Hardy Boyz et battent Rob Van Dam et le nouveau champion de la TNA Mr.Anderson. Crimson le frère de Amazing Red est venu attaquer et prévenir chacun leur tour que They arriverai le 3 février. Les Immortals ont gagné face à Kurt Angle et Crimson lors de Impact mais à la fin, Scott Steiner a fait son retour à la TNA et, il est intervenu et a attaqué "Immortal" avec une batte de baseball. Le 3 février, Jeff Hardy aura sa revanche pour le TNA World Heavyweight Championship contre Mr.Anderson et le même soir Hulk Hogan fera son retour à TNA Impact!. 
Jeff Hardy allait gagner le match mais l'arbitre était KO, donc Immortal est venu aider Jeff Hardy en attaquant Mr.Anderson sauf que Fortune (AJ Styles, Kazarian et les Beer Money, Inc. ont sauvé Anderson et ont dit aux "Immortals" qu'ils ne les laisseront pas prendre le pouvoir sur la TNA. Donc Fortune effectue un faces et s'associe à Scott Steiner, Kurt Angle et Crimson et forme "They". À Impact suivant, Matt Hardy a fait équipe avec 'The Pope' D'Angelo Dinero et Brother Ray et ont perdu contre Brother Devon, Rob Van Dam et Samoa Joe. et aussi à iMPACT! Jeff Jarrett et Jeff Hardy ont perdu contre AJ Styles et Kurt Angle. 
Lors de Against All Odds (2011), Jeff Hardy affrontera Mr.Anderson pour le TNA World Heavyweight Championship, Kurt Angle affrontera Jeff Jarrett et Matt Hardy affrontera Rob Van Dam. Matt Hardy s'est incliné face à Rob Van Dam, Gunner, Murphey et Rob Terry se sont aussi inclinés face à Fortune, Jeff Jarrett a battu Kurt Angle et se mariera lors d'iMPACT! avec Karen et le TNA World Heavyweight Championship est revenu du côté des Immortals avec une victoire de Jeff Hardy sur Mr.Anderson. Lors de iMPACT suivant Against All Odds (2011), Jeff Hardy affrontera Rob Van Dam pour le Championnat de la TNA. Ric Flair a fait son retour à iMPACT! et a attaqué le clan Fortune avec les Immortalsl donc il abandonne son ancien clan, après ca Matt Hardy remporte un match face à AJ Styles et Jeff Hardy conserve son titre face à RVD avec Mr.Anderson en arbitre spécial qui a attaqué les deux catcheurs après le match. Après avoir attaqué AJ Styles, Ric Flair rejoint Immortal.

### Séparation du groupe (2011-2012)
Jeff Hardy a eu un match de championnat et a défendu son titre contre un adversaire mystère à Fayetteville, en Caroline du Nord, son État natal. Il perd son titre au profit de Sting. Jeff Jarrett et Karen ont célébré leur mariage deux fois car Kurt Angle les a attaqué deux fois (il était le témoin des mariés). Shawn Hernandez n'a pas battu Matt Morgan. Les Immortals ont maintenant tous les pouvoirs sur la TNA car Hulk Hogan a fait son retour et avec Dixie Carter étaient au tribunal et ont gagné le procès. À l'Impact suivant, Jeff Hardy a fait équipe avec Mr Anderson pour reformer les Enigmatic Asshole qu'ils avaient formé en 2010 mais ont perdu face à Sting et Rob Van Dam, Ric Flair et Matt Hardy ont gagné face à AJ Styles dans un match Handicap. Le 17 mars, les Immortal rompu leurs liens avec Jeff Hardy. Lors d'impact du 8 avril, Daniels a perdu contre Brother Ray. Le 15 avril Matt Hardy a battu Kazarian et Abyss a battu James Storm. Lors de Lokdown, ils perdent contre Fortune. L'Impact suivant, Matt Hardy tente sa chance de devenir Tna World Heavyweight Champion contre Sting mais il perd et se fait attaquer par Mr. Anderson. Mr Anderson rejoint les Immortal le 7 juillet en attaquant Kurt Angle alors qu'il faisait face à Gunner, Abyss, Scott Steiner et Brother Ray. Lors du Destination X , Abyss perd le TNA X Division Championship. Lors de Hardcore Justice, ils perdent contre Fortune. Lors de Bound For Glory 2011, Hulk Hogan perd contre Sting alors qu'il était accompagné par Ric Flair. A Bound For Glory, Hogan aide Sting à attaquer Immortal après leur match: il effectue un Face Turn. Plus tard Abyss effetuera lui aussi un face turn. Lors de Lockdown, le groupe est dissout à la suite de la défaite de la Team Eric contre la Team Garett.

## Membres du groupe
| Identité,           | Arrivée                         | Départ                       | Fédérations | Notes                                                           |
| ------------------- | ------------------------------- | ---------------------------- | ----------- | --------------------------------------------------------------- |
| Hulk Hogan          | 10 octobre 2010                 | 16 octobre 2011              | TNA         | Membre fondateur et co-leader du clan                           |
| Eric Bischoff       | 10 octobre 2010                 | 15 avril 2012                | TNA         | Membre fondateur et co-leader du clan                           |
| Jeff Jarrett        | 10 octobre 2010                 | 15 décembre 2011             | TNA         | Membre fondateur du clan                                        |
| Jeff Hardy          | 10 octobre 2010                 | 17 mars 2011                 | TNA         | Membre fondateur du clan                                        |
| Abyss               | 10 octobre 2010                 | 13 octobre 2011              | TNA         | Membre fondateur du clan                                        |
| Ric Flair           | 14 octobre 2010 14 février 2011 | 3 février 2011 15 avril 2012 | TNA         | Membre de Fortune                                               |
| AJ Styles           | 14 octobre 2010                 | 3 février 2011               | TNA         | Membre de Fortune                                               |
| Kazarian            | 14 octobre 2010 12 avril 2012   | 3 février 2011 15 avril 2012 | TNA         | Membre de Fortune                                               |
| James Storm         | 14 octobre 2010                 | 3 février 2011               | TNA         | Membre de Fortune                                               |
| Bobby Roode         | 14 octobre 2010 3 novembre 2011 | 3 février 2011 15 avril 2012 | TNA         | Membre de Fortune                                               |
| Matt Morgan         | 14 octobre 2010                 | 28 octobre 2010              | TNA         | Membre de Fortune                                               |
| Douglas Williams    | 14 octobre 2010                 | 18 novembre 2010             | TNA         | Membre de Fortune                                               |
| Jackson James       | 7 novembre 2010                 | 16 octobre 2011              | TNA         | Arbitre du clan                                                 |
| Murphy              | 21 novembre 2010                | 5 mai 2011                   | TNA         |                                                                 |
| Gunner              | 21 novembre 2010                | 15 avril 2011                | TNA         |                                                                 |
| Rob Terry           | 23 décembre 2010                | 5 mai 2011                   | TNA         |                                                                 |
| Matt Hardy          | 9 janvier 2011                  | 20 août 2011                 | TNA         |                                                                 |
| Karen Jarrett       | 13 janvier 2011                 | 15 décembre 2011             | TNA         | Valet de Jeff Jarrett Manageuse de Gail Kim et de Madison Rayne |
| Hernandez           | 13 janvier 2011                 | 15 avril 2012                | TNA         |                                                                 |
| Anarquia            | 17 mars 2011                    | 15 avril 2012                | TNA         |                                                                 |
| Sarita              | 17 mars 2011                    | 15 avril 2012                | TNA         |                                                                 |
| Rosita              | 17 mars 2011                    | 15 avril 2012                | TNA         |                                                                 |
| Bully Ray           | 17 mars 2011                    | 15 avril 2012                | TNA         |                                                                 |
| Tommy Dreamer       | 5 mai 2011                      | 11 juin 2011                 | TNA         |                                                                 |
| Chris Harris        | 12 mai 2011                     | 15 mai 2011                  | TNA         |                                                                 |
| Scott Steiner       | 30 juin 2011                    | 22 mars 2012                 | TNA         |                                                                 |
| Mr. Anderson        | 7 juillet 2011                  | 11 août 2011                 | TNA         |                                                                 |
| Kurt Angle          | 7 août 2011                     | 15 avril 2012                | TNA         |                                                                 |
| Gail Kim            | 20 octobre 2011                 | 15 avril 2012                | TNA         | Allié de Karen Jarrett                                          |
| Madison Rayne       | 20 octobre 2011                 | 15 avril 2012                | TNA         | Allié de Karen Jarrett                                          |
| Christopher Daniels | 12 avril 2012                   | 15 avril 2012                | TNA         |                                                                 |

## Palmarès

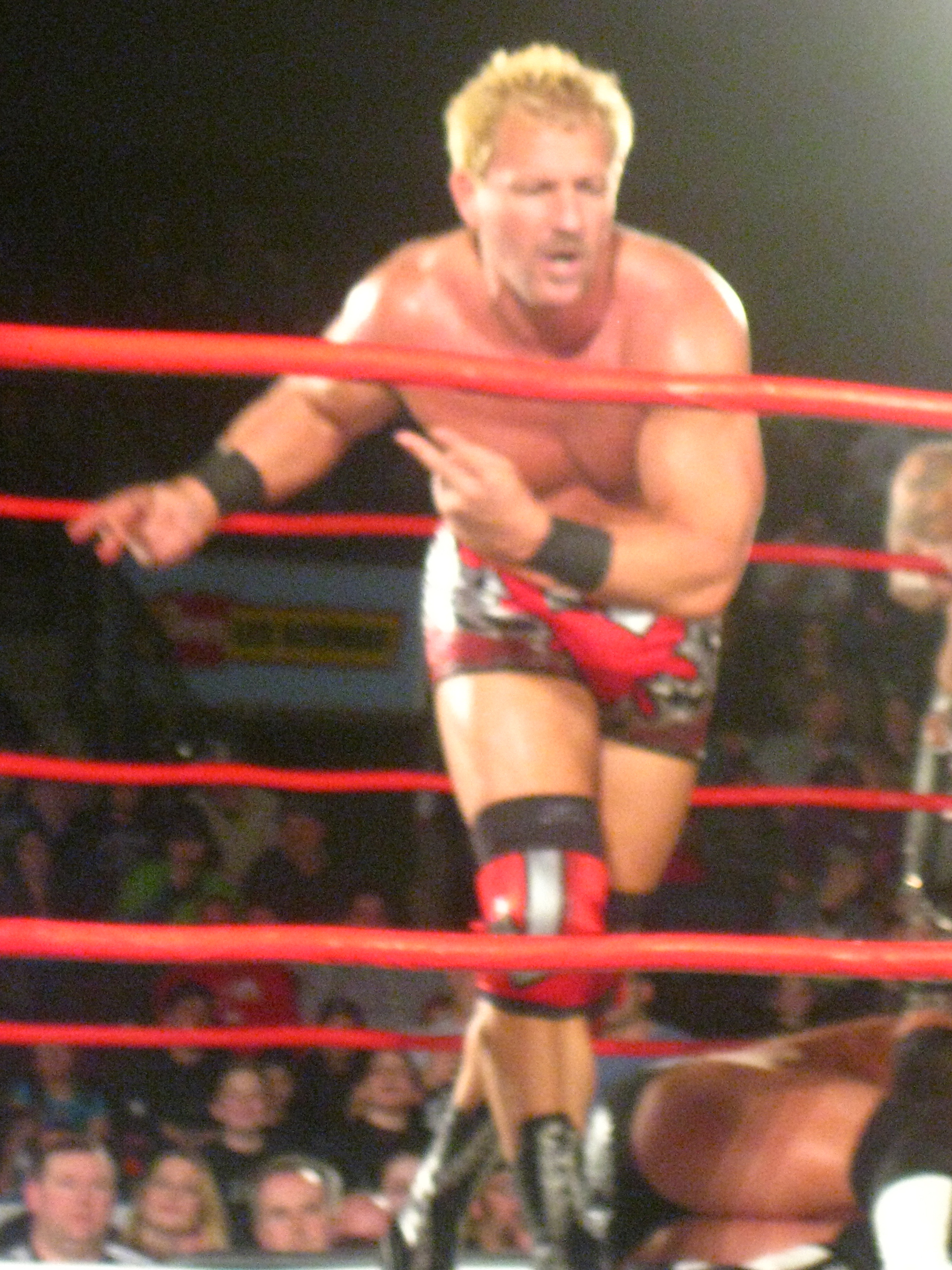

- Asistencia Asesoría y Administración
  - 1 fois AAA World Heavyweight Championship :
    - Jeff Jarrett (1 fois)

  - 1 fois AAA World Tag Team Championship :
    - Abyss et Chessman (1 fois)

  - 1 fois AAA Mega Championship :
    - Jeff Jarrett (1 fois)
- Ring Ka King
  - 1 fois RKK Tag Team Championship :
    - Scott Steiner et Abyss (1 fois)
- Total Nonstop Action Wrestling
  - 5 fois TNA World Heavyweight Championship :
    - Jeff Hardy (2 fois)
    - Mr Anderson (1 fois)
    - Kurt Angle (1 fois)
    - Bobby Roode (1 fois)

  - 3 fois TNA Television Championship :
    - AJ Styles (1 fois)
    - Abyss (1 fois)
    - Gunner (1 fois)

  - 2 fois TNA X Division Championship :
    - Kazarian (1 fois)
    - Abyss (1 fois)

  - 2 fois TNA World Tag Team Championship :
    - Bobby Roode et James Storm (1 fois)
    - Hernandez et Anarquia (1 fois)

  - 1 fois TNA Women's Knockout Championship :
    - Gail Kim (1 fois)

  - 2 fois TNA Knockout Tag Team Championship :
    - Sarita et Rosita (1 fois)
    - Gail Kim et Madison Rayne (1 fois)

### Autres sources
- (en) Cet article est partiellement ou en totalité issu de l’article de Wikipédia en anglais intitulé « Immortal (professional wrestling) » (voir la liste des auteurs).